# Associação Esportiva Recreativa Engenheiro Beltrão
L'Associação Esportiva Recreativa Engenheiro Beltrão, meglio noto come Engenheiro Beltrão, è una società calcistica brasiliana con sede nella città di Engenheiro Beltrão.

## Storia
Il club è stato fondato il 1º gennaio 2003. Nel 2008, il club ha partecipato al Campeonato Brasileiro Série C, dove è stato eliminato alla prima fase.

## Palmarès

### Competizioni statali
- Campeonato Paranaense Segunda Divisão: 1

2004